# Tiranet del Chocó
El tiranet del Chocó (Zimmerius albigularis) és un ocell de la família dels tirànids (Tyrannidae).

## Hàbitat i distribució
Habita el bosc als turons i muntanyes del sud-oest de Colòmbia i oest de l'Equador.